# Samsung Galaxy Tab S2 8.0
Samsung Galaxy Tab S2 8.0 là một máy tính bảng chạy hệ điều hành Android do Samsung Electronics sản xuất và tiếp thị. Thuộc về dòng "S" cao cấp, nó được công bố vào ngày 20 tháng 7 năm 2015 và phát hành vào tháng 9 năm 2015 cùng với Samsung Galaxy Tab S2 9.7. Nó có các phiên bản chỉ Wi-Fi và Wi-Fi/4G LTE.

## Lịch sử
Galaxy Tab S2 8.0 được công bố ngày 20 tháng 7 năm 2015 từ một thông cáo báo chí của Samsung.